# Atentát v ulici Rennes v Paříži

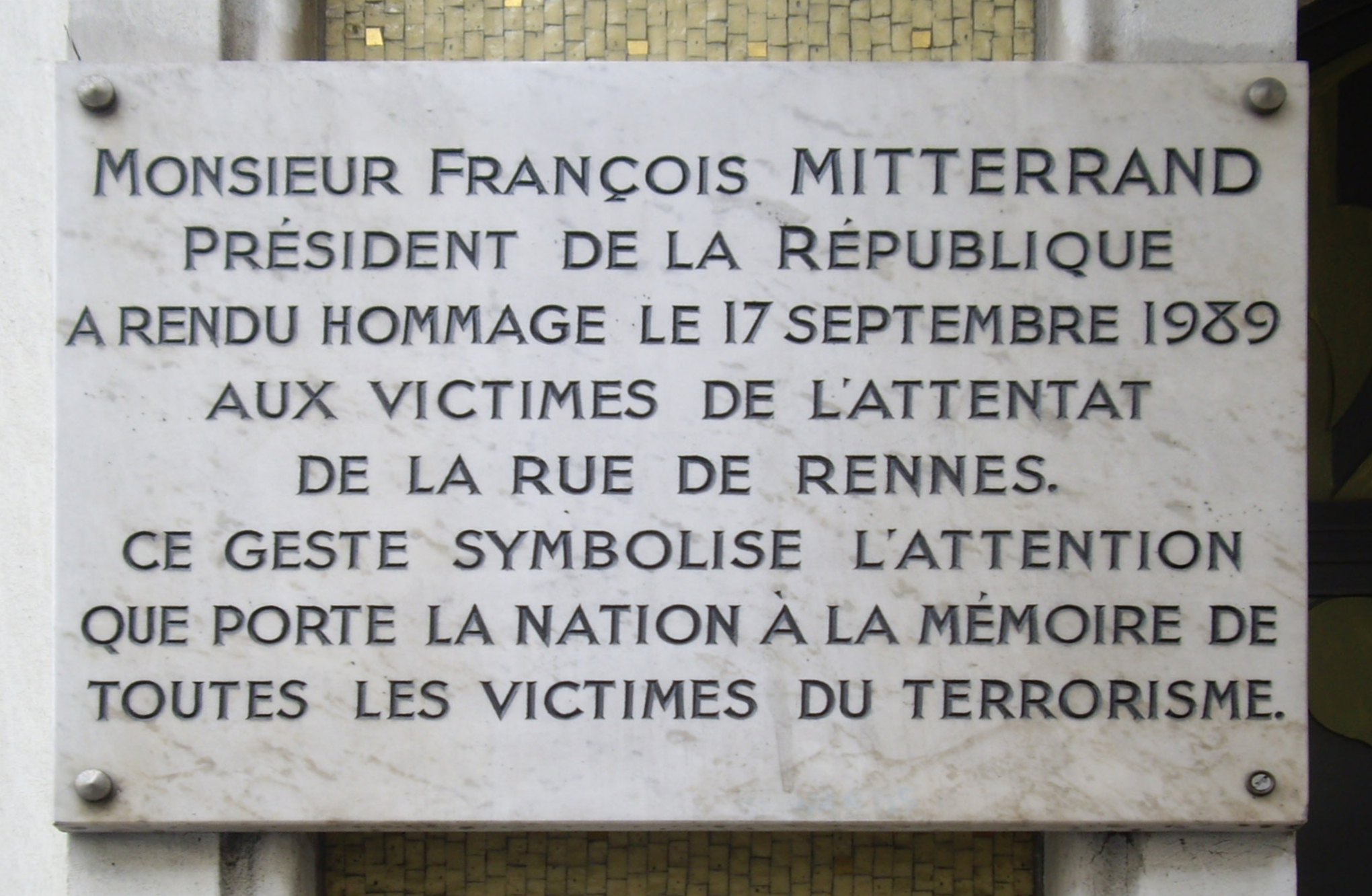
Pamětní deska:„Pan François Mitterrand, prezident republiky, prokázal 17. září 1989 poctu obětem atentátu v ulici Rennes. Toto gesto symbolizuje pozornost, kterou má národ na paměť všem obětem terorismu.“

Atentát v ulici Rennes v Paříži byl teroristický bombový útok, který se odehrál 17. září 1986 v ulici Rue de Rennes v 6. obvodu v Paříži před obchodním domem Tati. Při atentátu bylo sedm osob zabito a 55 zraněno. Jednalo se o poslední a nejkrvavější ze série 13 atentátů, které od února 1985 proběhly v Paříži.
K útoku se přihlásil Výbor pro solidaritu s arabskými politickými vězni a ze Středního východu (Comité de solidarité avec les prisonniers politiques arabes et du Proche-Orient). To bylo krycí jméno, za kterým se skrýval Hizballáh, který požadoval propuštění libanonského vůdce Georgese Ibrahima Abdallaha. Vůdcem teroristické buňky zodpovědné za útoky byl Fouad Ali Salah, který byl zatčen v březnu 1987.